# Тирлеле
Тирлеле (рум. Târlele) — село у повіті Бузеу в Румунії. Входить до складу комуни Кокірлянка.
Село розташоване на відстані 110 км на північний схід від Бухареста, 15 км на схід від Бузеу, 83 км на захід від Галаца, 122 км на південний схід від Брашова.

## Населення
За даними перепису населення 2002 року у селі проживали 72 особи, усі — румуни. Усі жителі села рідною мовою назвали румунську.